# Газопрояви з дна морів і океанів
Газопрояви з дна морів і океанів — кондуктивні (розсіяні) і конвективні (зосереджені) форми газових потоків з дна морів і океанів (Коболєв, 2016).
До розсіяних В.Коболєв зараховує Метанові сипи. До зосереджених — газові факели, газові фонтани та грязьові вулкани.

## Розсіяні газопрояви
- На Болгарському шельфі була зафіксована різниця виміряних вмістів метану в накопичувальних і дискретних пробах. При цьому було встановлено, що з 1 м2 поверхні дна з осадів виділяється від 21 до 167 см3 метану на рік.

- Низькі значення щільності метанового потоку встановлені в районі підводного продовження Мізійської плити.

## Зосереджені газопрояви
В Чорному морі здебільшого спостерігаються малопотужні газові струмені, висота їх досягає 100—130 м, але частіше за все не перевищує 50-70 м. У той же час були зафіксовані окремі великі фонтани висотою до 250—300 м, а іноді навіть до 400—500 м.
З глибин до 250 м метан може досягати поверхні моря і надходити в атмосферу.
З великих глибин струмені метану розчиняються у водній товщі.

## Генезис
В даний час існує дві точки зору на генезис метану в Чорному морі. З одного боку вони зв'язуються з розвантаженням глибинних джерел, а з іншого — з біохімічним окисленням органічної речовини донних відкладень. Ізотопний аналіз показує, що 50-60 % відповідає термогенному метану, а зміна в межах від -60 до -80 %, вказує на біогенне походження метану. Отже, метан струменевих газовиділень дна Чорного моря відноситься до змішаного типу. Дані за вмістом гомологів метану (ізобутану, етану, пропану), в газовому складі сипів в регіональному масштабі вказують на термогенний метан.
Наявність струменевих газовиділень в межах глибин 900—1000 м і понад 1800 м не може бути пояснено в рамках біогенної концепції генезису вуглеводнів. На таких глибинах при температурі придонного шару води близько 9°С, і солоності понад 22.5 ‰ метан може існувати тільки в газогідратній формі.

## Ефекти та явища, що супроводжують донні газопрояви
Відомо, що під час надходження до поверхневого шару моря більше 30 л/с газу втрачається плавучість суден, а при виході в атмосферу 150 л/с метану можливо його смолоскипне загоряння. Тому за оцінки газового розвантаження дна в 900 м3/с і надходження в атмосферу потоку метану в 390 м3/с (Чорне море, Ольштинська, 2006) слід очікувати потоплення по типу аварій в Бермудському трикутнику або реєстрації фактів «горіння» Чорного моря.